# Северо-Восточная провинция (Кения)
Се́веро-Восто́чная (англ. North Eastern, сомал. Woqooyi bari, суахили Kaskazini-Mashariki) — одна из восьми бывших провинций Кении, на востоке страны. Граничит с Сомали. Административный центр провинции — город Гарисса, расположенный около Прибрежной провинции. На 2009 год в провинции проживало 2 310 757 человек на площади 126 852 км².

## Население
Основное население провинции — сомалийцы. На территории провинции множество лагерей беженцев из Сомали.

## Административное деление
Ранее провинция была разделена на 3 округа:
| № | Округа            | Административный центр | Население, чел. (2009 г.) |
| - | ----------------- | ---------------------- | ------------------------- |
| 1 | Гарисса (Garissa) | Гарисса                | 623 060                   |
| 2 | Ваджир (Wajir)    | Ваджир                 | 1 025 756                 |
| 3 | Мандера (Mandera) | Мандера                | 661 941                   |

С 2007 года округа были разделены на более мелкие и их стало 11.